# ヤクチ
ヤクチとはショウガ科の植物の一種。学名Alpinia oxyphylla。中国南部に分布する多年生草本。草丈は1.5-3m。
果実は益智（ヤクチ）という生薬として利用され、健胃、抗利尿、唾液分泌抑制作用がある。中国の福建、広西、雲南各省で生産栽培されている。